# Pedro Guerra Cabrera
Pedro Guerra Cabrera (Güímar, Tenerife, 29 de enero de 1937 - Santa Cruz de Tenerife, 29 de septiembre de 1991 - San Cristóbal de La Laguna, Tenerife ) fue un político, abogado y escritor español.
Estudió el bachillerato en Güímar y se licenció en derecho en la Universidad de La Laguna.
Antes de la llegada de la democracia, fue profesor de instituto y alcalde de Güímar de 1963 a 1969.
Desempeñó los siguientes cargos políticos ya con la democracia: Consejero del Cabildo Insular de Tenerife, alcalde de Güímar (1979-1986) miembro del comité regional del Partido Socialista Canario-Partido Socialista Obrero Español (PSC-PSOE), diputado de la i legislatura del Parlamento de Canarias, primer presidente de la cámara (de 1982 a 1987) y senador por la isla de Tenerife. Fue también miembro del Centro de la Cultura Popular Canaria.
Es autor de la novela La última siesta del cacique (1982). Cultivó la poesía, publicando Baladas con la isla en los ojos (1985). También se dedicó a la investigación histórica, publicando en 1980 Los guanches del sur de Tenerife, una paz que no fue traición. Otra de sus publicaciones, en tono humorístico, fue Los políticos y el habla canariense ¡Jablen ansina, cristianos! (1987).
Dotó de letra al famoso pasodoble "Al Socorro" compuesto por el maestro Miguel Castillo, destinado a la Virgen del Socorro. Falleció en 1991 en Santa Cruz de Tenerife.
Falleció el 29 de septiembre de 1991 en el Hospital Universitario de Canarias.
Era el padre del cantautor Pedro Guerra y de la diputada de Podemos Belén Guerra Mansito.